# Ingibjörg H. Bjarnason
Pour les articles homonymes, voir Bjarnason.
Ingibjörg H. Bjarnason, née le 14 décembre 1867 à Þingeyri et morte le 30 octobre 1941, est une enseignante, gymnaste, femme politique, artiste peintre et suffragette islandaise. 
En 1922, elle a été la première femme à devenir membre de l'Althing, le parlement national islandais.

## Biographie
Ingibjörg H. Bjarnason est née le 14 décembre 1867 à Þingeyri, un petit village islandais. Elle a suivi sa scolarité à l'école pour femme de Reykjavik, d'où elle sort diplômée en 1882. Elle devient par la suite la première islandaise à être diplômée de gymnastique qu'elle est partie étudier au Danemark. C'est ainsi que de retour en Islande, elle a enseigné cette discipline dans les écoles de Reykjavík de 1893 à 1901. En 1903, elle devient professeur de gymnastique à l'école pour femme avant d'être nommée trois ans plus tard directrice de l'établissement (un poste qu'elle conservera jusqu'à sa mort). 
Comme peintre, elle expose au Salon des indépendants de 1929 un paysage et une nature morte.

## Engagement politique
Dès 1894, Bjarnason s'est engagée dans le mouvement suffragiste islandais. C'est elle qui a d'ailleurs été choisie, en 1915, pour délivrer un discours à l'Althing afin de célébrer l'octroi du suffrage aux femmes islandaises. En 1922, elle est élue députée et devient ainsi la première femme à être membre du parlement national. Bjarnason a profité de ses mandats pour défendre la cause des femmes et des enfants (bien qu'elle n'ait jamais eu ni enfants ni mari). 